# Тханьхоа (провинция)
Тханьхоа́ (вьет. Thanh Hóa, тьы-ном 淸化) — провинция на севере центральной части Вьетнама.

## География
Провинция расположена примерно в 150 км к югу от Ханоя и в 1560 км к северу от Хошимина. Площадь составляет 11 133 км². Административный центр — одноимённый город Тханьхоа. Граничит с провинциями: Шонла (на северо-западе), Хоабинь (на севере), Ниньбинь (на северо-востоке) и Нгеан (на юге), а также с Лаосом (на западе).

## Население
По данным на 2019 год численность населения составляет 3 640 128 человек, плотность населения — 326,97 чел./км². Население по данным на 2009 год — 3 400 239 человек.
Динамика численности населения провинции по годам:
| 1999      | 2005      | 2006      | 2013      | 2019      |
| --------- | --------- | --------- | --------- | --------- |
| 3 467 307 | 3 676 998 | 3 680 400 | 3 788 578 | 3 640 128 |

## Административное деление
В административном отношении разделён на:
- города провинциального подчинения Тханьхоа (Thanh Hóa) и Шамшон (Sầm Sơn),
- два городка местного значения — Бимшон (Bỉm Son) и Нгишон (Nghi Sơn),
- 23 уезда: Батхыок[вьет.], Камтхюи[вьет.], Донгшон[вьет.], Хачунг[вьет.], Хаулок[вьет.], Хоангхоа[вьет.], Лангтянь[вьет.], Мыонглат[вьет.], Нгашон[вьет.], Нгоклак[вьет.], Ньытхань[вьет.], Ньысуан[вьет.], Нонгконг[вьет.], Куанхоа[вьет.], Куаншон[вьет.], Куангсыонг[вьет.], Тхатьтхань[вьет.], Тхьеухоа[вьет.], Тхосюан[вьет.], Тхыонгсуан[вьет.], Чьеушон[вьет.], Виньлок[вьет.], Йендинь[вьет.].

## Достопримечательности
- Цитадель династии Хо — объект всемирного наследия ЮНЕСКО во Вьетнаме.
- В 50 км к северо-западу от Тханьхоа, в уезде Тхосюан, расположена крепость Ламкинь (также называемая Тэйкинь — «Западная столица»), связанная с жизнью короля Ле Тхай То (Ле Лой), руководителя восстания Ламшон в XV веке[6].
- Примерно в 16 км от столицы провинции находится курортный городок Шамшон.

## Археологические памятники
По имени расположенной в провинции Тханьхоа деревни Донгшон, где при раскопках было сделано множество археологических находок, названа доисторическая археологическая культура азиатского бронзового века Донгшон, существовавшая на территории Индокитая.

## Известные уроженцы
- Фыонг Тхань — вьетнамская певица и киноактриса.